# 瓦尔加希
瓦尔加希（羅馬化：Vargashi）是俄罗斯库尔干州的工人村（市级镇）、瓦尔加希区行政中心，地处库尔干州中东部，在州府库尔干东偏南方，东南有同名小型湖泊。镇内设有同名铁路车站。R254公路（额尔齐斯公路）经过该地北部。
该地2021年人口有9,080人；2010年人口9,254；2002年人口9,953；1989年人口9,889。